# エミール・アダム
エミール・アダム（Emil Franz Adam、 1843年5月20日 - 1924年1月19日）はドイツの画家である。馬の絵、騎乗する動物の絵、狩猟の場面などを描いた。有名な競走馬の絵も残した。

## 略歴
ミュンヘンに生まれた。祖父のアルブレヒト・アダムは戦争画で知られる画家で、父親のベンノ・アダムは動物画家として知られ、父親の兄弟にも多くの画家がいた。父親と叔父のフランツ・アダムから絵を学んだ。1860年に17歳で、オーストリアの王族、カール・ルートヴィヒ・フォン・エスターライヒから馬の絵の注文を受けた。1865年にはブリュッセルに移り、人物画の得意なジャン＝フランソワ・ポルテールに学んだ。1867年にボヘミアのパルドゥビツェに移り、パルドゥビツェの狩猟クラブの人々を描いた。1870年にもナッサウ公国ナッサウ公の依頼で、多くの貴族が参加した狩りの情景を描いた大作を描いた。この作品では父親が風景や猟犬を描いた。
1886年から毎年、数か月をイギリスで活動し、優れた血統の競走馬を描いた。これらの絵はウェストミンスター公爵などに買い取られ、イギリス、ニューマーケットの英国ジョッキークラブやキール美術館(Kunsthalle Kiel)に展示されている。
息子のリヒャルト・ベンノ・アダム(Richard Benno Adam : 1873-1937)も画家になった。

## 作品

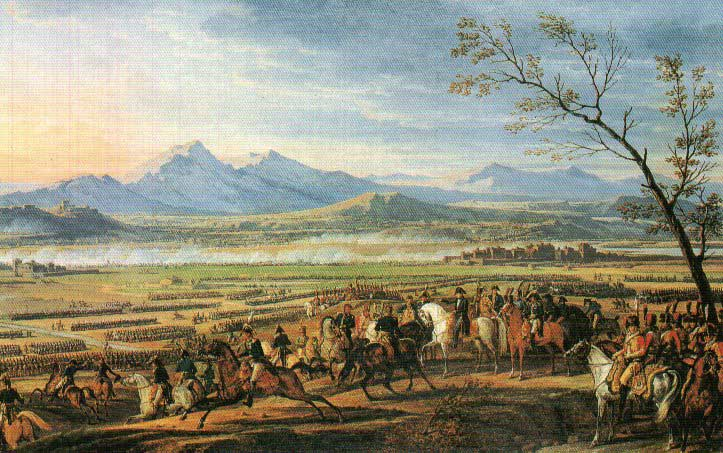
ヴァグラムの戦い
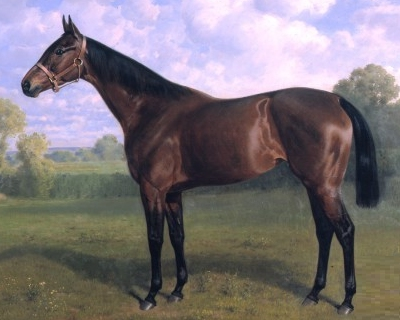
牝馬クラシック三冠馬セプター
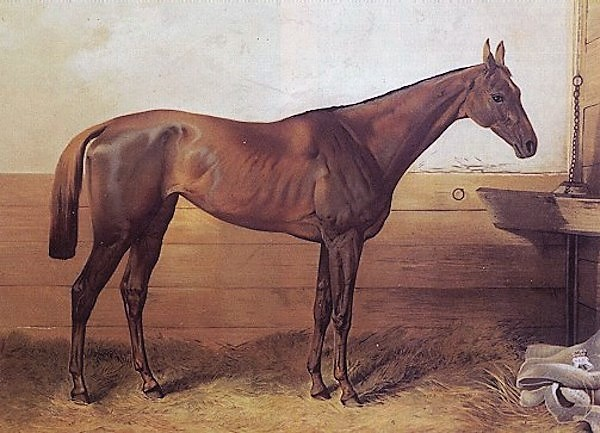
キンチェム
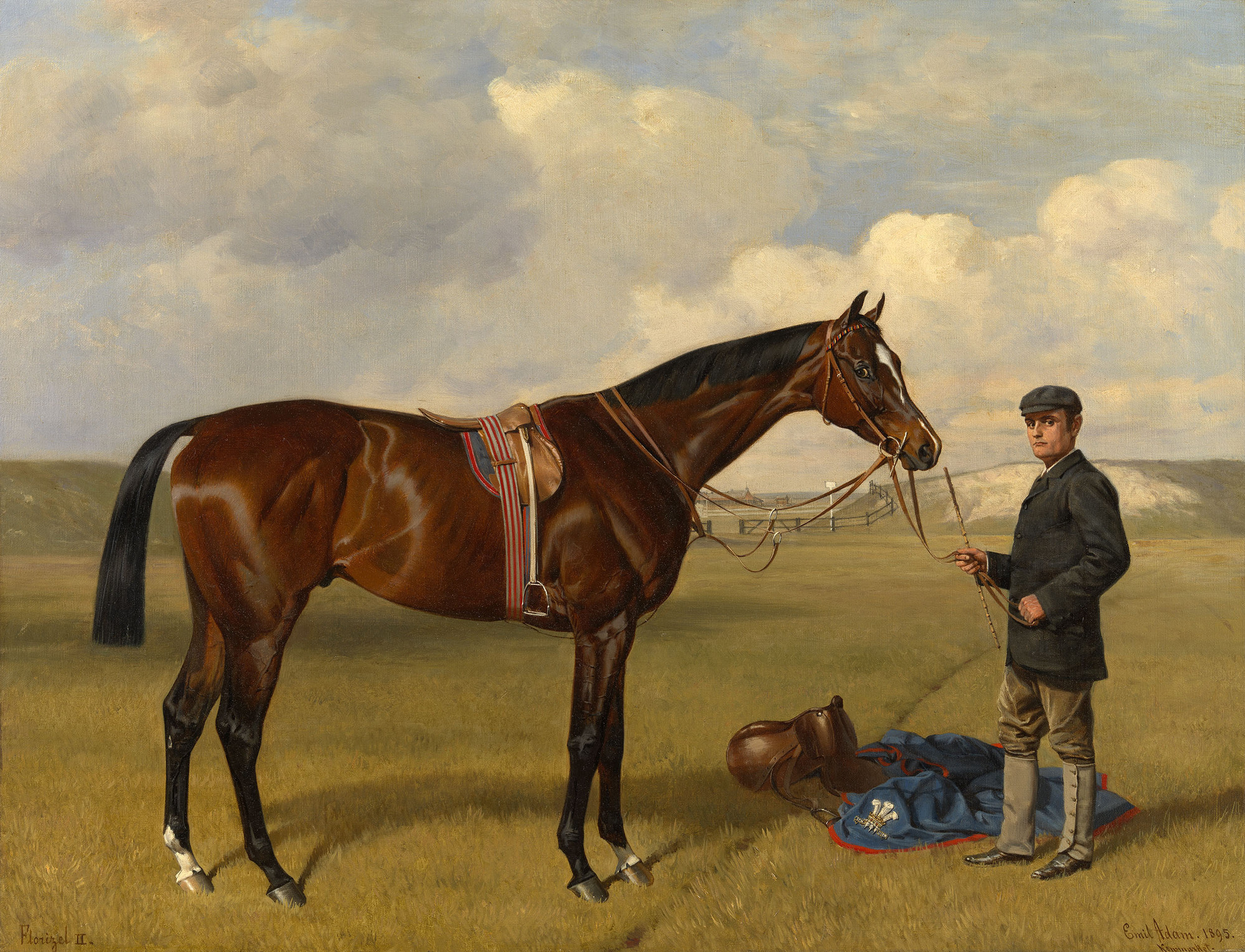
Florizell